# Дарище (Гродненская область)
Дари́ще (бел. Дары́шча, пол. Daryszcze) — хутор в Сморгонском районе Гродненской области Белоруссии.
Входит в состав Жодишковского сельсовета.
Расположен в северной части района. Расстояние до районного центра Сморгонь по дороге — около 19,5 км, до центра сельсовета агрогородка Жодишки по прямой — чуть более 3 км. Ближайшие населённые пункты — Дубатовка, Расло, Соченяты.
Согласно переписи 1999 года постоянного населения в Дарище нет.